# La Vallée-au-Blé
Pour les articles homonymes, voir Vallée (homonymie) et Blé (homonymie).
La Vallée-au-Blé est une commune française située dans le département de l'Aisne, en région Hauts-de-France.
Ses habitants se nomment les Vallibladiens.

## Géographie

### Localisation
La Vallée-au-Blé est un village de la Thiérache situé sur l'ex-RN 360 (Vervins-Guise-Cambrai) (actuelle RD 960), à  8 km de Vervins et à 13 km de Guise. La RD 492 traverse également la commune, qui va de Lemé à Haution. Une route de campagne, partant du village, permet de rejoindre Marly-Gomont.
Un service d'autocars (ligne 461) qui relie la commune à Vervins et Sains-Richaumont fonctionne le samedi[réf. nécessaire].

### Communes limitrophes
La Vallée-au-Blé a pour communes limitrophes les communes de Voulpaix qui est dans le canton de Marle tandis que la commune d'Haution est dans le canton de Vervins. De plus, Marly-Gomont et Proisy sont des communes limitrophes, situées dans le canton de Guise.

### Géologie et relief
La Vallée-au-Blé est une commune de la Thiérache d'où les paysages de bocage de la commune. La commune se situe sur un plateau entre 164 mètres et 186 mètres d'altitude. La couche géologique de la région date du Crétacé supérieur.
Le risque sismique dans la région est faible.
Au sud-ouest du village se trouve un bois nommé le bois de la Cailleuse situé sur la commune et celle de Lemé.

### Hydrographie
La commune est située dans le bassin Seine-Normandie. Elle est drainée par le cours d'eau 01 de la commune de Wiège-Faty,.

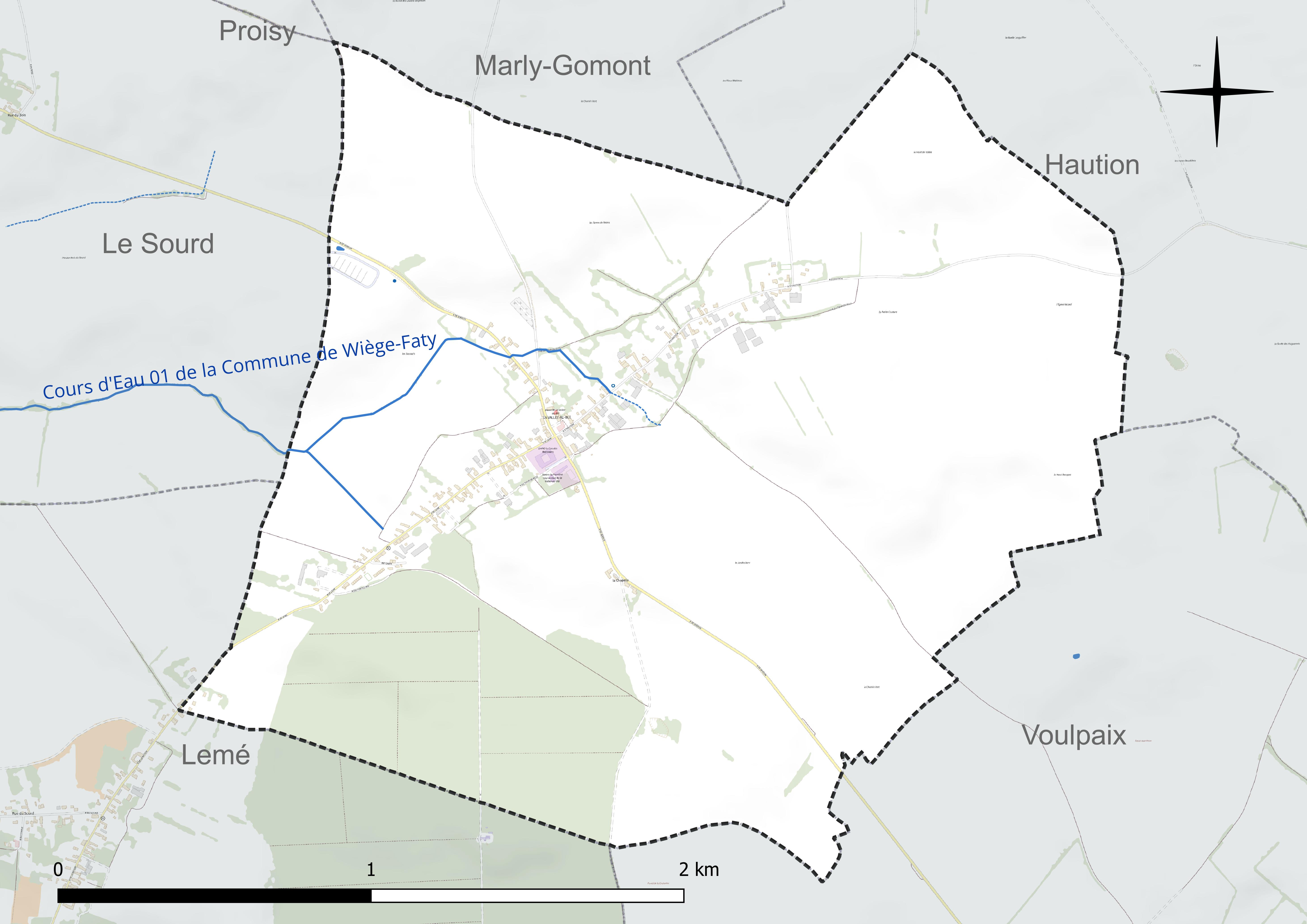
Réseau hydrographique de la Vallée-au-Blé.

### Climat
Pour des articles plus généraux, voir Climat des Hauts-de-France et Climat de l'Aisne.
En 2010, le climat de la commune est de type climat des marges montargnardes, selon une étude du CNRS s'appuyant sur une série de données couvrant la période 1971-2000. En 2020, Météo-France publie une typologie des climats de la France métropolitaine dans laquelle la commune est exposée à un climat océanique altéré et est dans la région climatique Nord-est du bassin Parisien, caractérisée par un ensoleillement médiocre, une pluviométrie moyenne régulièrement répartie au cours de l'année et un hiver froid (3 °C).
Pour la période 1971-2000, la température annuelle moyenne est de 9,8 °C, avec une amplitude thermique annuelle de 15 °C. Le cumul annuel moyen de précipitations est de 869 mm, avec 12,3 jours de précipitations en janvier et 9,6 jours en juillet. Pour la période 1991-2020, la température moyenne annuelle observée sur la station météorologique la plus proche, située sur la commune de Fontaine-lès-Vervins à 8 km à vol d'oiseau, est de 10,5 °C et le cumul annuel moyen de précipitations est de 826,3 mm,. Pour l'avenir, les paramètres climatiques de la commune estimés pour 2050 selon différents scénarios d'émission de gaz à effet de serre sont consultables sur un site dédié publié par Météo-France en novembre 2022.

## Urbanisme

### Typologie
Au 1er janvier 2024, La Vallée-au-Blé est catégorisée commune rurale à habitat dispersé, selon la nouvelle grille communale de densité à 7 niveaux définie par l'Insee en 2022.
Elle est située hors unité urbaine. Par ailleurs la commune fait partie de l'aire d'attraction de Vervins, dont elle est une commune de la couronne,. Cette aire, qui regroupe 21 communes, est catégorisée dans les aires de moins de 50 000 habitants,.

### Occupation des sols
L'occupation des sols de la commune, telle qu'elle ressort de la base de données européenne d'occupation biophysique des sols Corine Land Cover (CLC), est marquée par l'importance des territoires agricoles (75,2 % en 2018), une proportion identique à celle de 1990 (75,2 %). La répartition détaillée en 2018 est la suivante : 
terres arables (68,9 %), zones urbanisées (12,4 %), forêts (12,3 %), prairies (6,3 %).
L'évolution de l'occupation des sols de la commune et de ses infrastructures peut être observée sur les différentes représentations cartographiques du territoire : la carte de Cassini (XVIIIe siècle), la carte d'état-major (1820-1866) et les cartes ou photos aériennes de l'IGN pour la période actuelle (1950 à aujourd'hui).

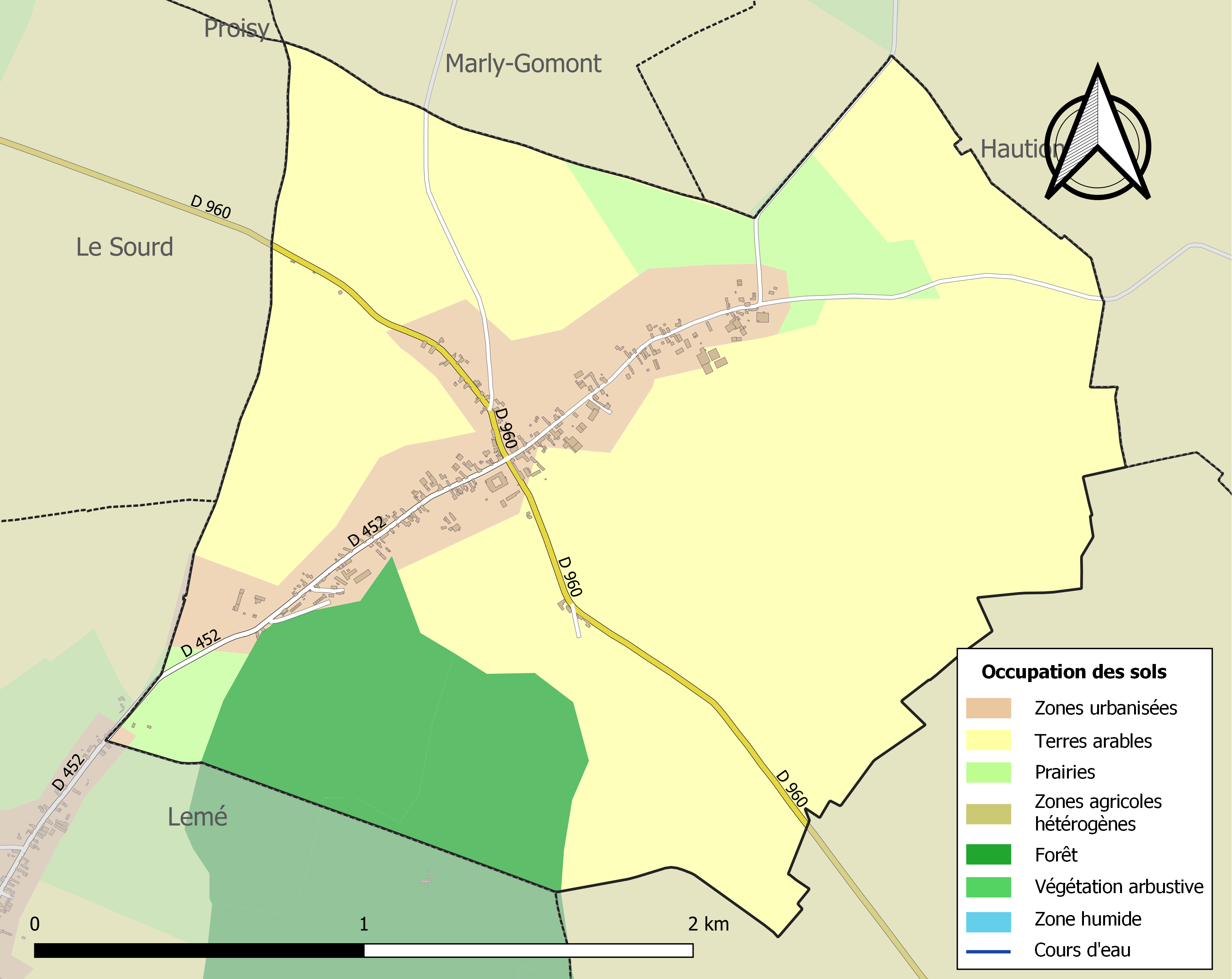
Carte de l'occupation des sols de la commune en 2018 (CLC).

## Toponymie
Le village de La Vallée-au-Blé apparaît en 1573 sous l'appellation de Vallée-le-Bled, puis Valée-au-Bled enfin La Vallée-aux-Bleds sur la carte de Cassini au XVIIIe siècle.

Le mot bleds désignait autrefois l'ensemble des céréales cultivées en Europe (toujours employé au pluriel : bleds), blé, seigle notamment.

## Histoire
|  |  |  |

La carte de Cassini ci-contre montre qu'au milieu du XVIIIe siècle La Vallée-au-Blé est une paroisse.
Elle dépendait alors de l'intendance de Soissons, des bailliage, élection et diocèse de Laon.
À la Révolution, la paroisse fut divisée en trois parties. Une première partie fut rattachée à la commune d'Haution qui prit le nom alors d' Haution et la Vallée-aux-Bleds. Une deuxième partie fut rattachée à la commune de Voulpaix et à la commune de Lemé pour la troisième partie. Les Vallibladiens mécontents ont demandé de former une commune à part entière telle que l'atteste l'arrêté du Directoire du département du 19 février 1791. Il fallut attendre le 15 juillet 1829 pour que La Vallée-aux-Bleds fut érigée en commune par un démembrement du territoire de Haution, Voulpaix et Lemé par ordonnance de Charles X,.
Lors de la guerre franco-allemande de 1870, la commune est occupée par les Prussiens dès le mois de septembre 1870 avant que ceux-ci quittent la région courant mai 1871[réf. nécessaire]. 
Au début de la Seconde Guerre mondiale, lors de la bataille de France, La Vallée-aux-Bleds est occupée mi-mai 1940 avec l'avancement rapide des Allemands, elle sera libérée de nouveau le 1er septembre 1944. Dans la nuit du 17 au 18 mai 1940, l'avion du Colonel Dagnaux et de ses compagnons, abattu par la Flak allemande, s'est écrasé en flammes au centre du village, détruisant l'église.
En 1961, La Vallée-aux-Bleds prit son nom actuel de La Vallée-au Blé par un arrêté préfectoral de juin 1961.

L'ancienne ligne de chemin de fer de Romery à Liart

La Vallée-au-Blé  a possédé une gare commune avec Lemé située sur la ligne de chemin de fer de Romery à Liart qui a fonctionné de 1912 à 1951. Quatre trains s'arrêtaient chaque jour dans cette gare dans chaque sens. La rue du Tortillard rappelle de nos jours ce fait.

Première Guerre mondiale

Le 28 août 1914, soit moins d'un mois après la déclaration de la guerre, le village est occupé par les troupes allemandes après la défaite de l'armée française lors de la bataille de Guise. Pendant toute la guerre, le village restera loin du front qui se stabilisera à environ 150 km à l'est aux alentours de Péronne. Les habitants vivront sous le joug des Allemands : réquisitions de logements, de matériel, de nourriture, travaux forcés. Ce n'est que début novembre 1918 que les Allemands seront chassés du village par les troupes françaises.

Sur le monument aux morts sont écrits les noms des 19 soldats du village morts pour la France au cours de la Guerre 1914-1918.

## Politique et administration

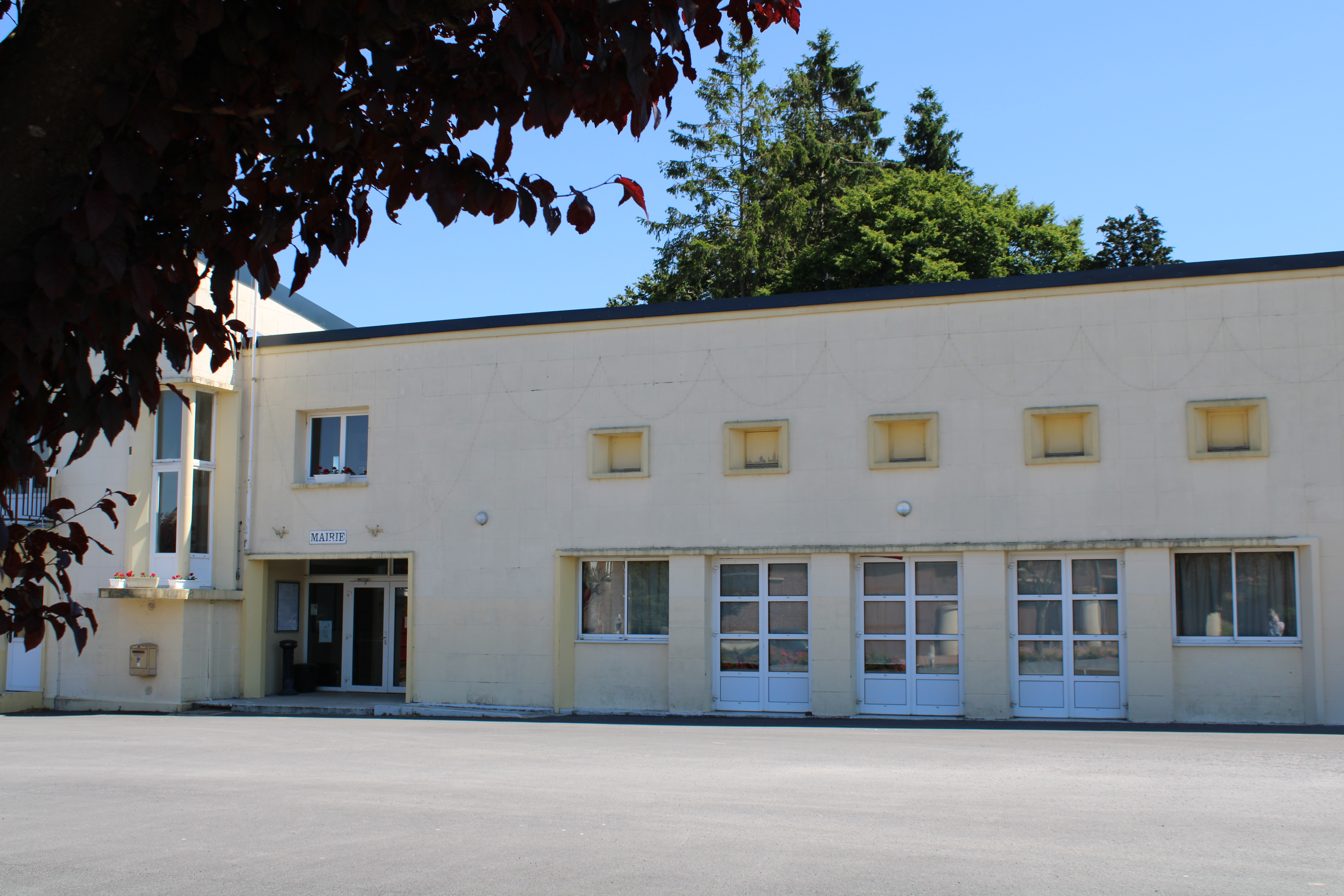
La mairie.

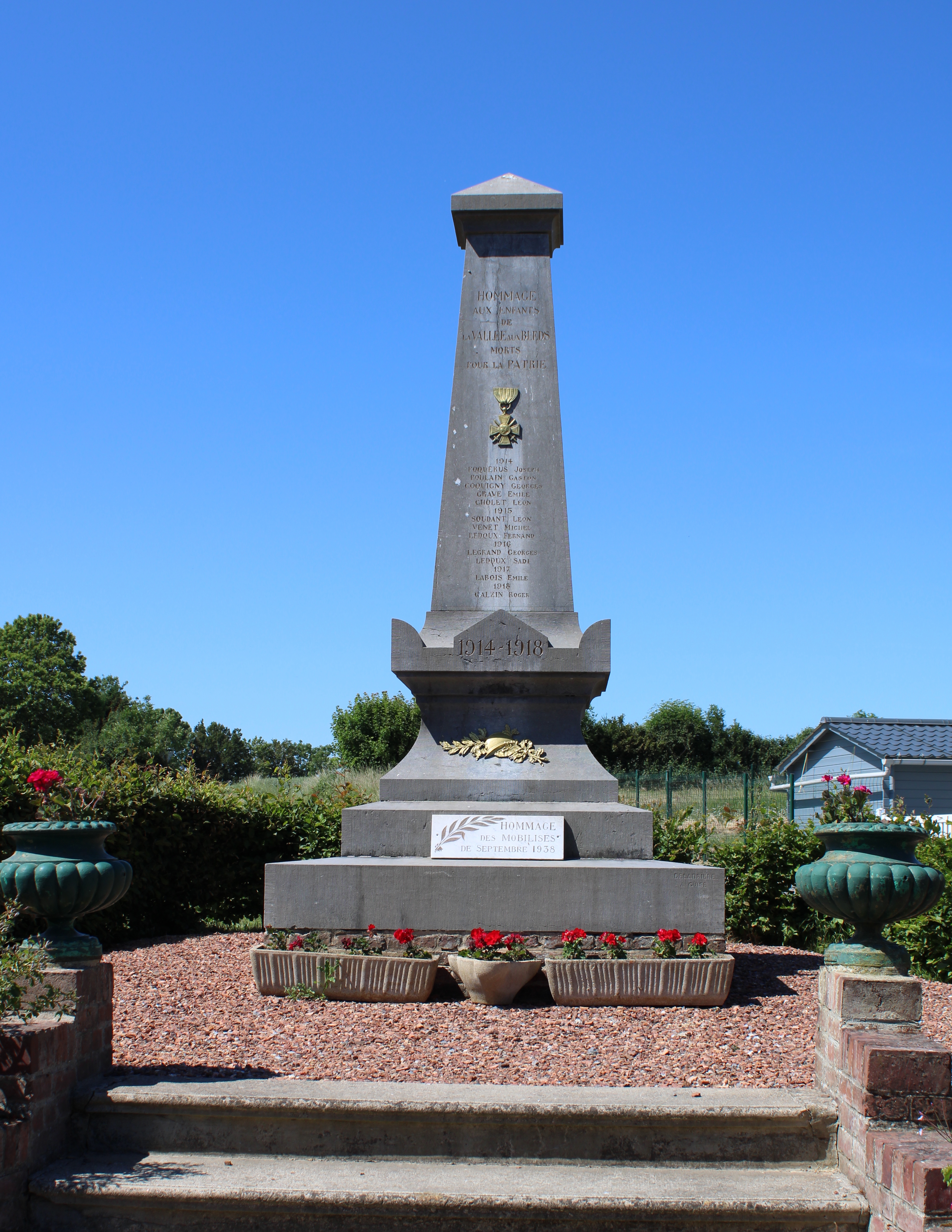
Le monument aux morts.

### Rattachements administratifs et électoraux
La commune se trouve dans l'arrondissement de Vervins du département de l'Aisne. Pour l'élection des députés, elle fait partie depuis 1958 de la troisième circonscription de l'Aisne.
La commune faisait partie, depuis sa création en 1829,  du canton de Vervins. Dans le cadre du redécoupage cantonal de 2014 en France, elle est désormais rattachée au canton de Marle.

### Intercommunalité
La commune fait partie de la communauté de communes de la Thiérache du Centre, créée en 1992.

### Municipalité
Étant une commune de 300 habitants environ, le conseil municipal de La Vallée-au-Blé est composé de 11 conseillers municipaux dont le maire et ses adjoints.

### Liste des maires
| Période                                  | Période                   | Identité               | Étiquette | Qualité                                    |
| ---------------------------------------- | ------------------------- | ---------------------- | --------- | ------------------------------------------ |
| 1829                                     | ?                         | Jean François Lefebvre |           | Premier maire de la commune, créée en 1829 |
| Les données manquantes sont à compléter. |                           |                        |           |                                            |
| avant 1981                               | 1983                      | Louis Gruyer           | PS        |                                            |
| 1983                                     | ?                         | Jean Dervin            | PS        |                                            |
| juin 1995                                | avril 2014                | Dominique Rabouille    |           |                                            |
| avril 2014                               | En cours (au 20 mai 2023) | Éric Lecompte          | DVD       | Agriculteur Réélu pour le mandat 2020-2026 |

## Population et société

### Démographie
L'évolution du nombre d'habitants est connue à travers les recensements de la population effectués dans la commune depuis 1831. Pour les communes de moins de 10 000 habitants, une enquête de recensement portant sur toute la population est réalisée tous les cinq ans, les populations de référence des années intermédiaires étant quant à elles estimées par interpolation ou extrapolation. Pour la commune, le premier recensement exhaustif entrant dans le cadre du nouveau dispositif a été réalisé en 2006.

En 2022, la commune comptait 358 habitants, en évolution de −1,38 % par rapport à 2016 (Aisne : −1,97 %, France hors Mayotte : +2,11 %).
| 1831 | 1836 | 1841 | 1846 | 1851 | 1856 | 1861 | 1866 | 1872 |
| ---- | ---- | ---- | ---- | ---- | ---- | ---- | ---- | ---- |
| 547  | 575  | 543  | 555  | 593  | 564  | 582  | 578  | 553  |

| 1876 | 1881 | 1886 | 1891 | 1896 | 1901 | 1906 | 1911 | 1921 |
| ---- | ---- | ---- | ---- | ---- | ---- | ---- | ---- | ---- |
| 570  | 477  | 452  | 412  | 390  | 362  | 378  | 388  | 405  |

| 1926 | 1931 | 1936 | 1946 | 1954 | 1962 | 1968 | 1975 | 1982 |
| ---- | ---- | ---- | ---- | ---- | ---- | ---- | ---- | ---- |
| 402  | 426  | 416  | 384  | 375  | 406  | 450  | 405  | 413  |

| 1990 | 1999 | 2006 | 2011 | 2016 | 2021 | 2022 | - | - |
| ---- | ---- | ---- | ---- | ---- | ---- | ---- | - | - |
| 366  | 342  | 300  | 375  | 363  | 362  | 358  | - | - |

En 1831, date du recensement à La Vallée-au-Blé depuis son érection en commune, celle-ci compte 547 habitants. Entre 1831 et 1876, la population oscilla entre 540 et 580 habitants. À partir du recensement de 1881, la population va commencer à diminuer pour arriver à 388 habitants en 1911. Cela est dû à l'exode rural qui touche toutes les campagnes françaises. Entre le recensement de 1921 et 1936, la population a oscillé entre 400 et 420 habitants. Après la Seconde Guerre mondiale, la population est de 384 habitants en 1946 puis de 375 habitants en 1954. La population a augmenté à partir de ce moment pour arriver à 450 habitants au recensement. De nouveau, au recensement de 1975, la population diminue pour arriver actuellement à 300 habitants en 2006.

### Enseignement
La Vallée-au-Blé, par rapport à ses communes limitrophes du canton de Vervins, dispose[Quand ?] d'une école allant de la maternelle à la fin du primaire. Cette école fait partie du regroupement pédagogique intercommunal (RPI) de Lemé et de La Vallée-au-Blé, qui a été constitué pour éviter la fermeture des deux écoles[réf. nécessaire].

### Personnes âgées
La Vallée-au-Blé dispose d'une maison de retraite moderne construite entre 2006 et 2008. Elle est bâtie à la place des anciens locaux de l'ancienne maison de retraite, qui avait fermé au début des années 2000. Lors de la décision d'ouvrir une nouvelle maison de retraite, les anciens locaux sont détruits et remplacés par des bâtiments neufs[réf. nécessaire].
La maison de retraite a une capacité de 84 lits et elle peut accueillir des malades atteints de la maladie d'Alzheimer.

### Adduction d'eau
Un château d'eau est construit sur la commune depuis le début des années 1960, elle approvisionne la commune et les communes de Voulpaix et de Lemé. Les municipalités, ayant l'eau courante de ce château d'eau, forment un syndicat chargé de gérer l'apport en eau des communes concernées et le château d'eau[réf. nécessaire].

## Culture locale et patrimoine

### Lieux et monuments
- Église Saint-Michel

L'église initiale est construite entre 1855 et 1885 par l'abbé Rochard. Incendiée à la fin du XIXe siècle, elle est  reconstruite en 1918, avant d'être incendiée  dans la nuit du 17 au 18 mai 1940, lors du crash de l'avion du colonel Jean Dagnaux. L'église actuelle date des années 1953 à 1957.
- Mairie et salle des fêtes

La mairie et la salle des fêtes se situent dans le même bâtiment. L'édifice a été reconstruit en 1952 à la suite de la chute d'un avion au début de la Seconde Guerre mondiale. La mairie et la salle des fêtes sont reconstruites sur les bases des anciens édifices avant leur destruction.

### Galerie

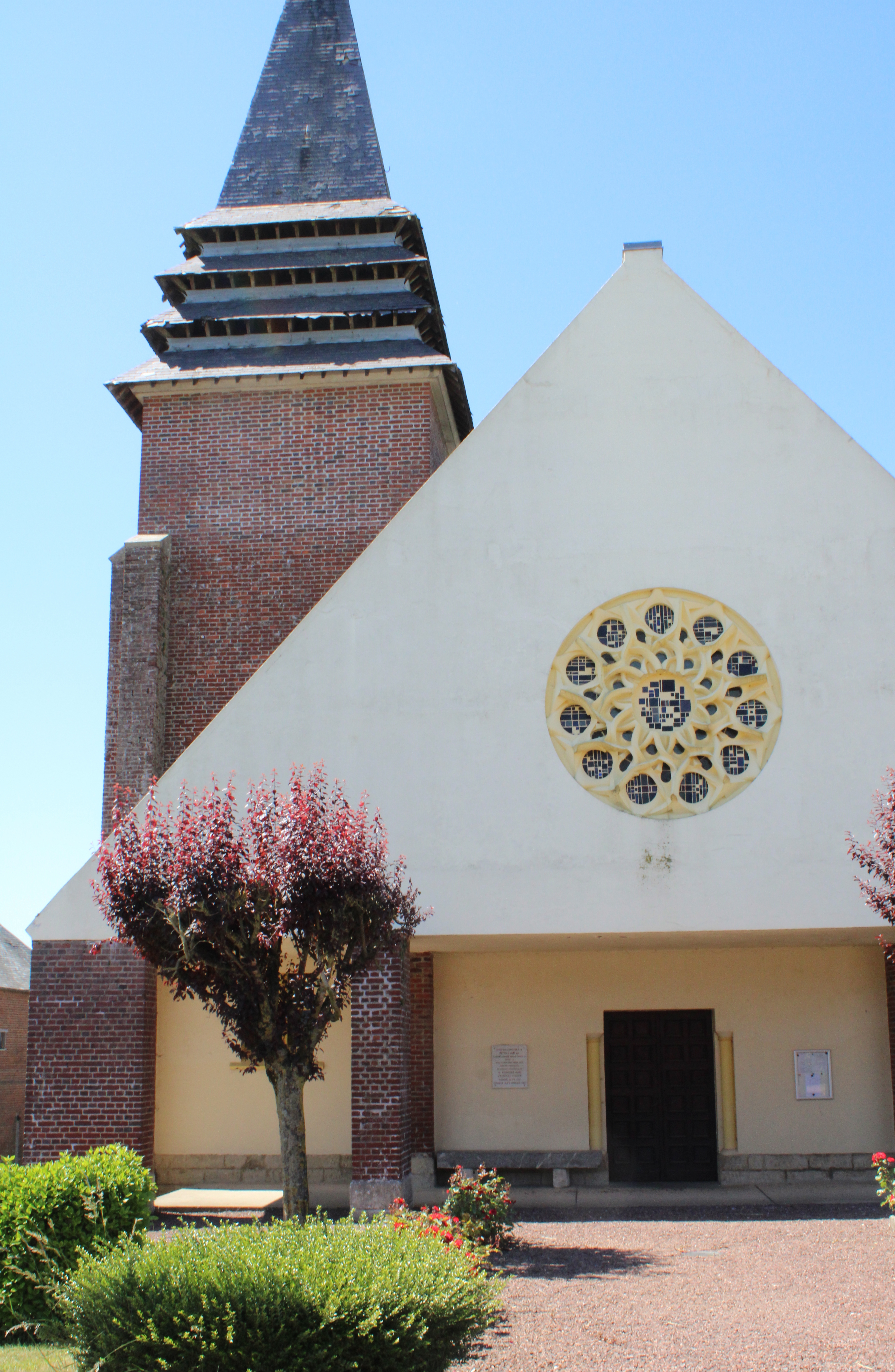
La façade de l'église.
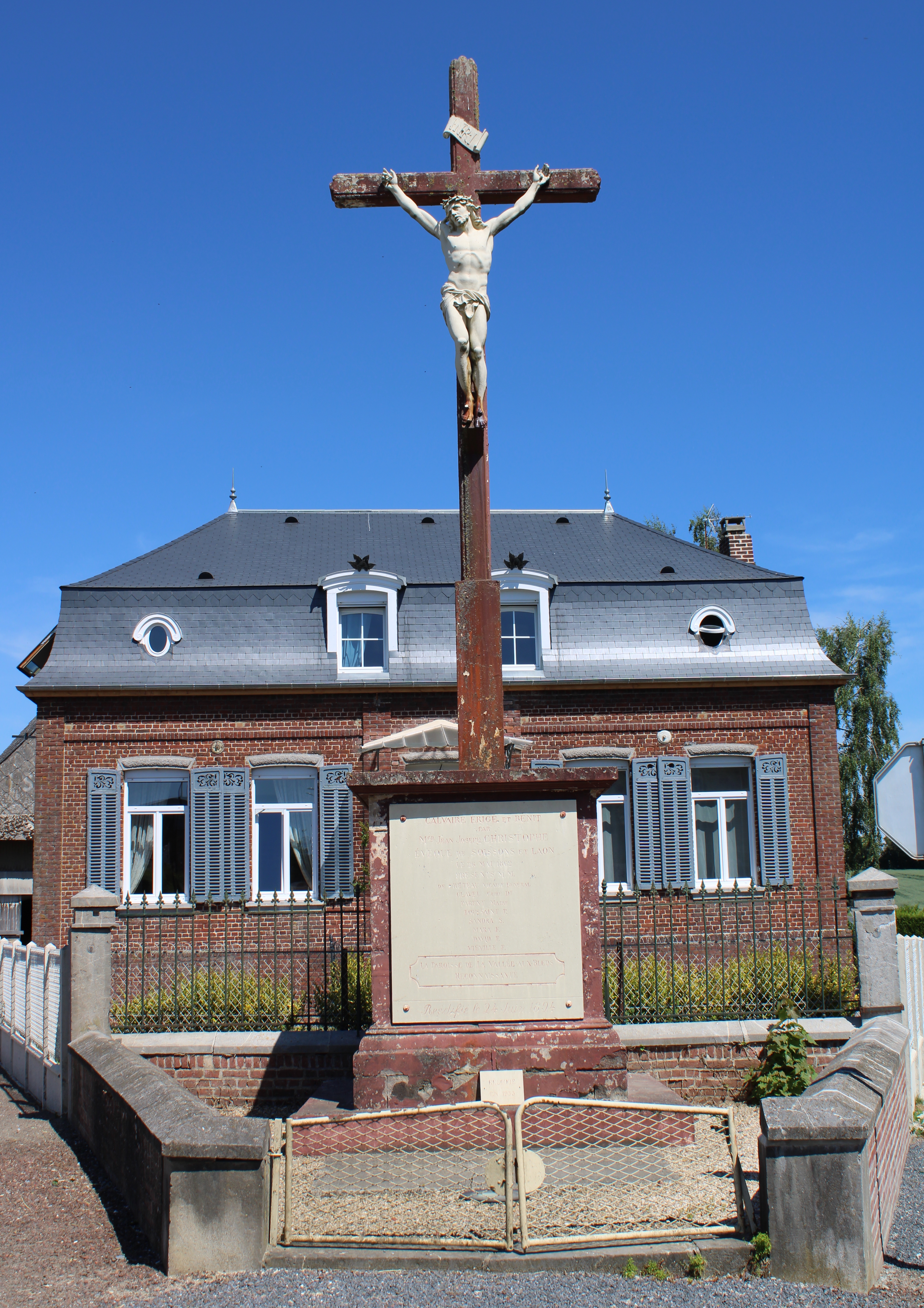
Le calvaire.
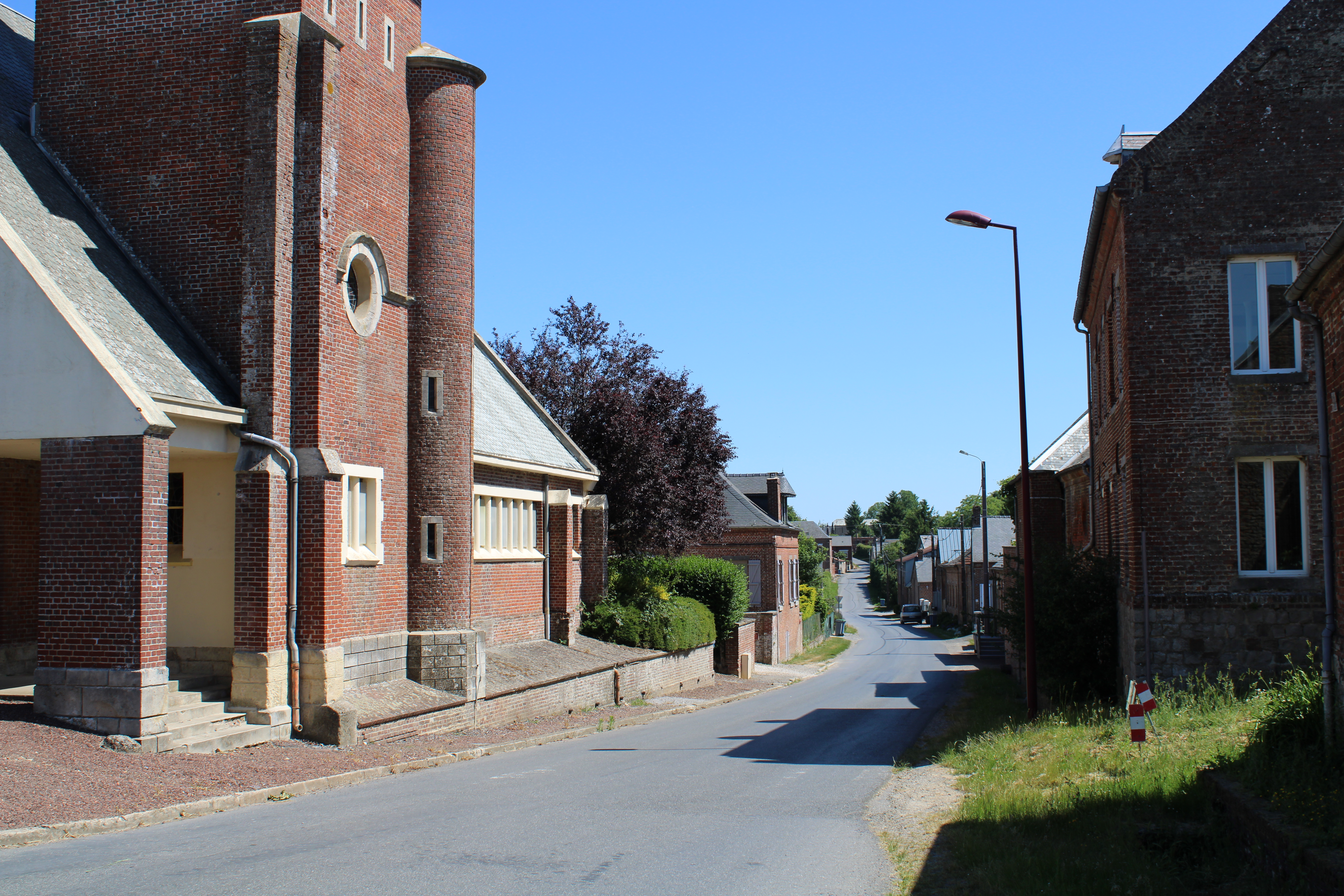
Vue de la rue d'Haution.
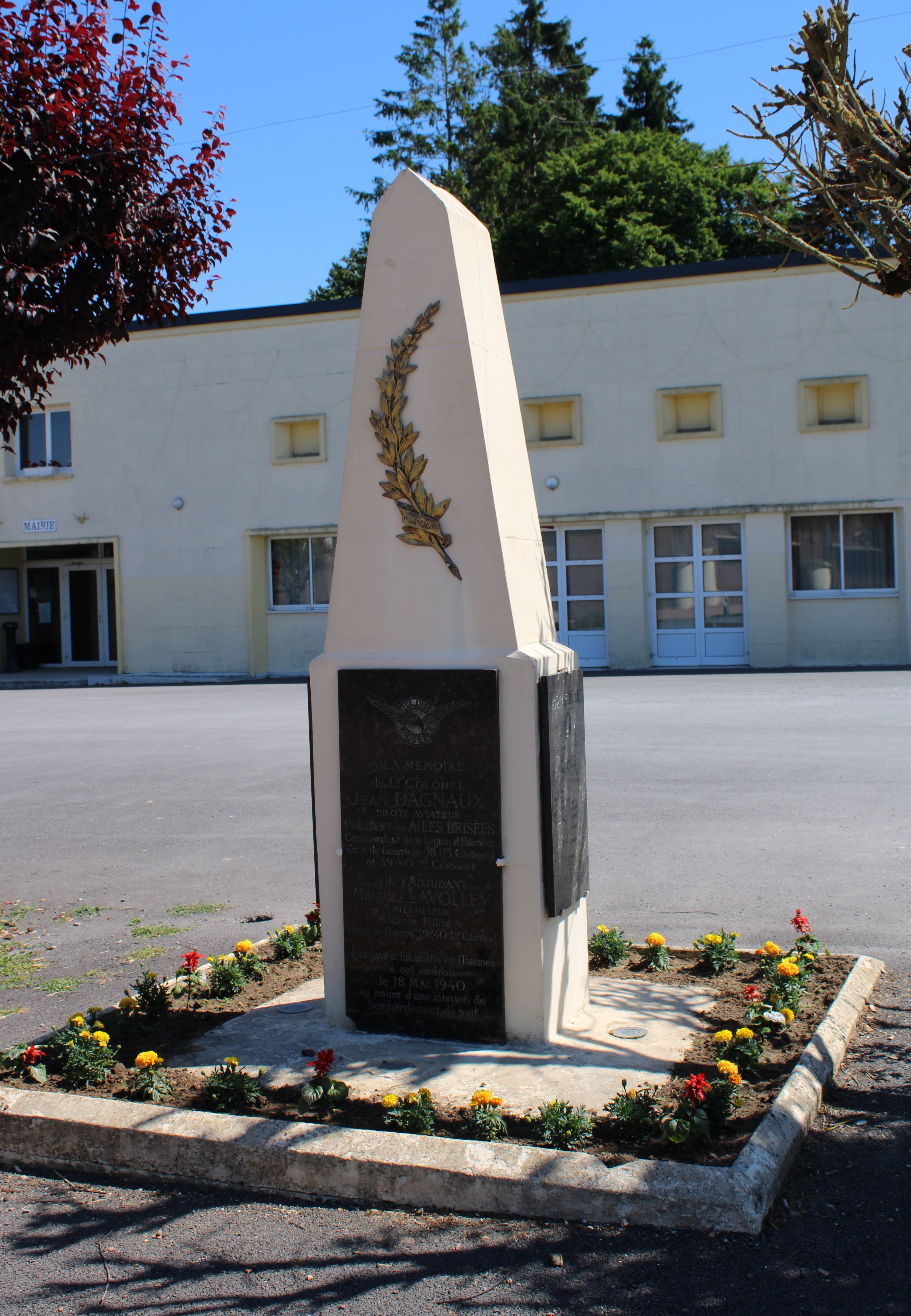
Monument hommage aux aviateurs Jean Dagnaux et Maurice Lavolley.
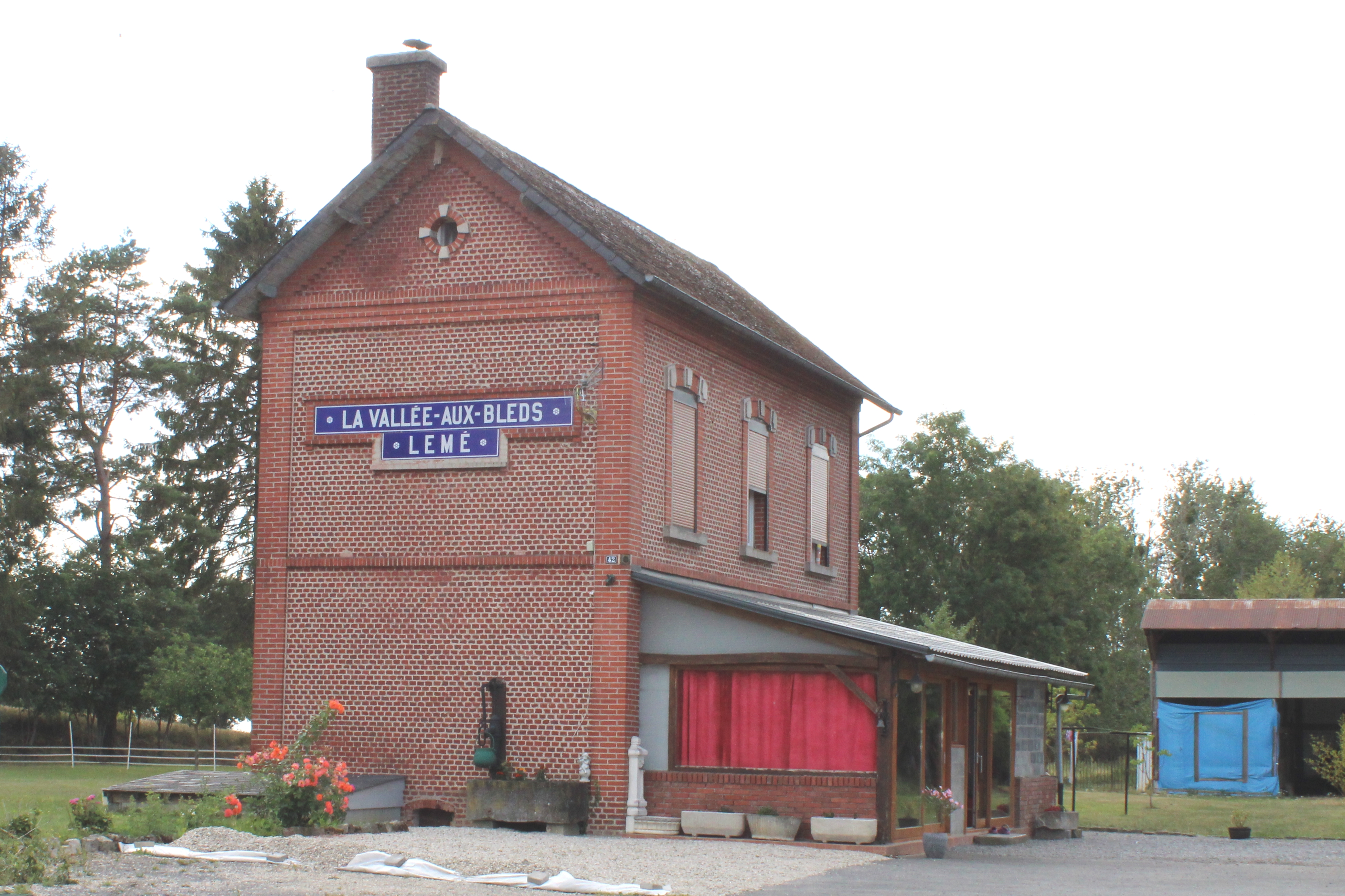
L'ancienne gare de la ligne de chemin de fer de Romery à Liart. On remarquera l'ancienne orthographe du village La Vallée-aux-Bleds.

### Personnalités liées à la commune
- Le lieutenant-colonel Jean Dagnaux, pilote de combat abattu à la Vallée-au-Blé durant la Seconde Guerre mondiale.

Né à Montbéliard (octobre 1891) observateur et mitrailleur dans l'aviation pendant la Première Guerre mondiale où il perdit la jambe gauche (Verdun, 1916), ce qui ne l'empêcha pas de reprendre du service, en 1917, comme navigateur puis pilote. Dans l'entre deux guerres il se consacra à la pénétration aérienne en Afrique à travers le Sahara jusqu'à Madagascar, qu'il atteint en janvier 1927. Son travail de pionnier aboutira en 1935 à la création de la Régie « Air Afrique » dont il devient le directeur. En 1940, il s'engage à nouveau et sera abattu à bord d'un bombardier Amiot 354 le 17 mai 1940 au-dessus de La Vallée-aux-Bleds.
- La famille Garin a joué un rôle important à La Vallée-au-Blé en y implantant une usine de machines agricoles. Cette usine a fourni du travail et un revenu à plusieurs dizaines d'habitants du village. Au début du XXe siècle, l'usine était dirigée par Jean Garin. Il avait épousé Emma Charlier. En 1905, il est décédé, terrassé par une pneumonie, laissant à son épouse trois petites filles de moins de cinq ans et l'usine à gérer ! Madame Garin a fait face à cette situation dramatique avec courage. Dans le village, on l'appelait « Madame Jean » et chacun lui était reconnaissant pour l'humanité dont elle faisait toujours preuve dans l'exercice de ses responsabilités. Pour la garde et l'éducation des trois petites filles, madame Garin a pu heureusement recourir à l'aide de sa mère, veuve également, madame Caroline Charlier. Elle est venue s'installer à La Vallée-au-Blé après le décès de son gendre. Elle était née en Alsace et avait une parfaite connaissance de la langue allemande. Cela a été d'une grande importance pendant la Première Guerre mondiale. En 1914, dès le mois d'août, le village a été occupé par les Allemands. À la fin du mois, l'officier commandant les troupes d'occupation soupçonnait le village de dissimuler des francs-tireurs. Il se préparait donc à incendier un certain nombre de maisons. Madame Charlier, se considérant comme la grand-mère du village, intervint auprès de cet officier, mais celui-ci ne voulait rien entendre. À la fin, madame Charlier eut une inspiration admirable :

- Croyez-vous en Dieu ? demanda-t-elle à l'officier en le regardant droit dans les yeux.
- Oui, au moment où je partais à la guerre, ma mère m'a fait promettre de prier chaque jour.
- Eh bien, devant Dieu, je vous jure qu'il n'y a pas de Franc-tireur dans le village.
Et l'officier allemand renonça à son funeste projet.
C'est encore elle qui dans ces jours tragiques de la fin octobre 1918, alors que cette région pouvait être évacuée et détruite en même temps que libérée, sut tenir au général allemand le langage qui convenait et éviter le pire[réf. nécessaire].